# Volksgruppen in der Türkei
Zu den Bevölkerungsgruppen in der Türkei zählen Türken, Kurden, Zaza, Assyrer/Aramäer, Lasen, Armenier, Griechen, Tscherkessen, Albaner, Pomaken, Bosniaken, Georgier, Araber, Tschetschenen, Juden, Roma und zahlreiche weitere Ethnien, deren Anteil an der Gesamtbevölkerung sehr gering ist. Peter Andrews listete 1989 insgesamt 51 ethnische Gruppen auf.
Bei der 1923 ausgerufenen Republik Türkei und ihrem Vorgänger Osmanisches Reich handelte es sich stets um einen Vielvölkerstaat. Insbesondere die Küstenbereiche, Grenzgebiete und Ostanatolien waren mehrheitlich von anderen Ethnien bewohnt. Bis weit ins 20. Jahrhundert lebte in Istanbul eine bedeutende griechische Minderheit (Phanarioten).
Trotz der ethnischen Vielfalt stellen mit etwa 70–77 % Türken die Mehrheit. Die zahlenmäßig größte Minderheit der Kurden in der Türkei (~ 19 % Stand 2022) wird vom Staat nicht als Minderheit anerkannt, ebenso wenig mehrere andere Minderheiten, darunter die indigene Minderheit der Assyrer/Aramäer. In der Türkei wird bei Volkszählungen seit 1985 nicht mehr nach der Muttersprache gefragt, die Ergebnisse wurden nach der Volkszählung 1965 nicht mehr veröffentlicht.

## Im Osmanischen Reich

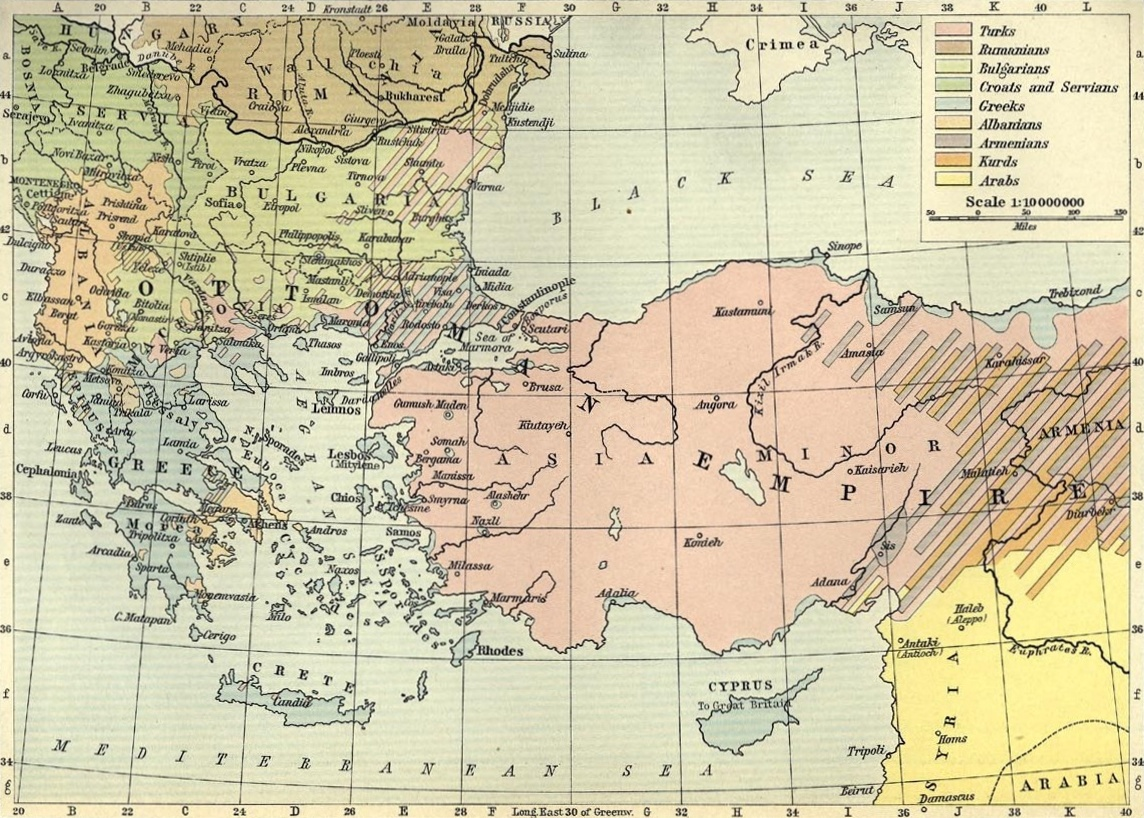
Karte der Völker im Osmanischen Reich des Jahres 1911
von William R. Shepherd

Das Osmanische Reich kannte als rein auf den Sultan und seine Dynastie zugeschnittener Staat keine ethnischen Unterschiede. Allerdings lebten aufgrund der Größe des Reiches (West-Ost-Ausdehnung: von Marokko bis Persien, Nord-Süd-Ausdehnung: von der Ukraine bis zum Sudan) zahlreiche verschiedene Völker im Land und wurden unterschiedliche Sprachen gesprochen. Die Sprache des Hofes und des Heeres war das osmanische Türkisch, das ab dem 15. Jahrhundert zur allgemeinen Sprache der Zentralverwaltung sich entwickelte und in der osmanischen Verfassung einen offiziellen Status (Voraussetzung zum Eintritt in den Staatsdienst, Sitzungssprache des Parlaments) erhielt. Bis in die Zeit des Tanzimat und teilweise darüber hinaus war die rechtliche und soziale Stellung u. a. von der Religionszugehörigkeit abhängig. Im Lauf der Zeit bis zum 19. Jahrhundert entwickelte sich das Millet-System, dessen mythenumwitterte Ursprünge in Dunkeln liegen. Bis zum 19. Jahrhundert hatte das orthodoxe Patriarchat in Istanbul die Jurisdiktion über alle orthodoxen Christen, ungeachtet ihrer Nationalität, im Reich erlangt. Das armenische Patriarchat entwickelte sich aus einem lokalen Bischofssitz und gewann bis zum 19. Jahrhundert unter Beiseitedrängung älterer Hierarchien die Jurisdiktion über die der armenischen Christen und sogar der Assyrer. Bei den Juden war die religiöse Hierarchie weit weniger stark ausgeprägt. Die Karäer in Istanbul hatten eine eigene Gemeinde, die selbständig mit den osmanischen Behörden verhandelte. Nach 1492 gewannen unter den Juden die aus Spanien und Portugal vertriebenen Sephardim/Ladinos an Einfluss.
Diese staatlich anerkannten und privilegierten religiösen Gemeinschaften waren ethnisch und sprachlich ihrerseits sehr divers. Die größte sprachliche Vielfalt herrschte in der Rum-Millet, der orthodoxen Gemeinschaft. Anfang des 19. Jahrhunderts gab es Bestrebungen, die nicht-griechischen Angehörigen dieser Kirche zu hellenisieren. im späten 18. und frühen 19. Jahrhundert waren nur wenige der griechischen Einwohner von Istanbul imstande, die biblischen und kirchlichen Texte in griechischer Sprache zu verstehen. In manchen Stadtteilen Istanbuls, so in Samatya, Kumkapı, Narlıkapı und Yedikule sprach die gesamte „griechische“ Einwohnerschaft fast ausschließlich Türkisch. Auch von den Armeniern in Anatolien sprach nach den Bekundungen von Missionaren etwa die Hälfte Türkisch.
Volksgruppen im modernen Sinn kannten die Osmanen nicht. Das Millet-System gewährte diesen religiösen Gruppen gewisse Rechte, ihre Angelegenheiten selbst zu regeln. Bei Fragen und Streitigkeiten, die sowohl muslimische als auch christliche Untertanen betrafen, galt das islamische Recht, die Scharia. Nicht-muslimische Untertanen wurden Dhimmi genannt. Die Steuerlast der Dhimmi war höher als die der Muslime. Zudem gab es eine Reihe von diskriminierenden Vorschriften und Verboten, etwa das Verbot bestimmter Reittiere. Mit diesen Regelungen standen aber die Gesetze und Privilegien der osmanischen Sultane in Konkurrenz, die einzelnen lokalen nicht-muslimischen Gemeinschaften teils sehr weitreichende Rechte verliehen. Diese Rechte mussten beim Regierungsantritt eines Sultans erneuert werden. Die jeweiligen Gemeinschaften unterhielten zu diesem Zwecke Beauftragte in Istanbul, die (auch unter Einsatz von Bestechungsgeldern) die Erneuerung der Privilegien besorgten.

## Türkischer Nationalismus
Ein türkischer Nationalismus existierte bereits in der zweiten Hälfte des 19. Jahrhunderts im Osmanischen Reich. Zu den türkischen Nationalisten zählten unter anderem die Jungosmanen/Jungtürken, die zwar in erster Linie für den Konstitutionalismus standen, aber auch Verbrechen gegen religiöse Minderheiten zu verantworten hatten. Auch das Komitee für Einheit und Fortschritt war nationalistisch ausgerichtet und stand der ethnisch-religiösen Vielfalt ablehnend gegenüber. Der damalige Freiheitskämpfer für die Türken und spätere Staatsgründer Mustafa Kemal Atatürk lehnte beide Bewegungen ab und wollte einen modernen türkischen Nationalstaat. Er erkannte dabei die Gleichheit aller Bürger ungeachtet der Religion oder des Geschlechts an.
Mit dem Übergang zur Türkei bildete der türkische Nationalismus in der Form des Kemalismus eine wichtige Grundlage des neuen Staates. 1924 wurde die neue Verfassung verabschiedet, die allen Bürgern gleiche Rechte zusprach. Türke war, wer sich ohne Ansehen der ethnischen oder religiösen Zugehörigkeit zur Staatsbürgerschaft der Türkei bekannte. Angehörige ethnischer Minderheiten, ab 1928 auch religiöser Minderheiten, konnten, das Bekenntnis zum Türkentum und damit zur Staatsbürgerschaft vorausgesetzt, in höchste Staatsämter aufsteigen.
Gleichzeitig wurden Pläne erarbeitet, die auf rassistischen Kriterien fußten: Armeniern wurde der Aufenthalt östlich der Linie Samsun-Silifke verboten, Araber mussten die Grenzregion zu Syrien verlassen, georgische Türken sollten aus den Provinzen Rize, Kars und Ardahan ausgeschlossen werden. Griechen wurden nur noch in Istanbul geduldet. Umgesetzt wurde schließlich die Vertreibung der nicht-türkischen Elemente aus dem Grenzgebiet zu Syrien.
Extreme Ausprägungen des türkischen Nationalismus fanden in der Türkischen Geschichtsthese (Türk Tarih Tezi) und in der sogenannten Sonnensprachtheorie ihren Ausdruck. Man betrachtete die frühen Hochkulturen Anatoliens als das Ergebnis einer frühen türkischen Einwanderung und versuchte den Beweis anzutreten, dass das Türkische die Ursprache sei, von der alle anderen Sprachen abstammten.
Diese Politik begann auch damit, die Geografie zu türkisieren. Ortsnamen und Flurnamen, die nicht türkisch, nicht muslimisch, herabsetzend oder unverständlich waren, wurden, zunächst sporadisch, geändert. Doch 1956 wurde eine eigene Kommission im Innenministerium gegründet. Harun Tunçel gibt in einer Studie an, dass bis 1968 12.000 von 40.000 Dörfern umbenannt worden sind. Des Weiteren wurde 1977 eine Liste mit 2000 umgeänderten Flurnamen veröffentlicht. Hauptziel war, durch Tilgung von Namenszusätzen wie Kirche oder Ethnonymen den nichttürkischen oder nichtmuslimischen Charakter der Orte auszulöschen.

## Situation in der Republik Türkei
In der Türkei gibt es 47 Schulen der Minderheitengemeinden, davon gehören 22 Schulen der armenischen, 22 der griechischen und drei der jüdischen Gemeinde. Der Unterricht für die Fächer Chemie, Physik und Mathematik findet in der jeweiligen Minderheitensprache statt, alle anderen Fächer werden auf Türkisch gelehrt.
Das dem Minister Hüseyin Çelik unterstehende Erziehungsministerium fiel im April 2003 der EU-Kommission negativ auf. Die Minderheiten sähen sich gewissen diskriminierenden Praktiken seitens der Behörden ausgesetzt. Es wurde beklagt, dass der Inhalt der vom Staat herausgegebenen Geschichtsschulbücher Feindseligkeiten gegen Minderheitengruppen schüre. Zudem verpflichtete das Ministerium die türkische Lehrerschaft zur Teilnahme an Fortbildungsmaßnahmen türkisch-nationalistischer Art und hat Neuauflagen – eigentlich – veralteter türkischer Schulbücher veranlasst, in denen Nicht-Muslime in der Türkei als „Spione“, „Verräter“ sowie „Barbaren“ bezeichnet werden. Es fehlt auch nicht der Hinweis, dass deren Schulen, Kirchen sowie Synagogen „schädliche Gemeinden“ sind. Obwohl die Türkei inzwischen von der EU für diese Verfügungen gerügt worden ist, blieb der umstrittene nationalistische Erziehungsminister Hüseyin Çelik im Amt.  

### Rechtssituation
Seit der Reform 2005 entsprechen das Strafgesetzbuch (tStGB) und die Strafprozessordnung bezüglich der Minderheitenpolitik rechtsstaatlichen Normen. Die Rechtspraxis und einige umstrittene Artikel sind jedoch weiterhin Gegenstand der Kritik:
- Der Art. 301 tStGB, der die „Beleidigung der türkischen Nation, der türkischen Republik und der Institutionen und Organe des Staates“ unter Strafe stellt.

- Der Art. 81 lit. c) des Parteiengesetzes[19], der Parteien vorschreibt, in Schriften und Publikationen ihrer Satzungen und Programme, auf ihren Parteitagen, auf Tagungen in der Öffentlichkeit oder in geschlossenen Räumen, auf ihren Demonstrationsversammlungen und in ihrer Werbung ausschließlich die türkische Sprache zu verwenden.

- Der Art. 215 tStGB, der das Loben von Straftaten und Straftätern (suçu ve suçluları övme) unter Strafe stellt. Gerichte können Haftstrafen verhängen, wenn Personen beispielsweise die Anrede „Sehr geehrter Herr“ Öcalan (Sayın Öcalan) verwenden.

- Die Sperrklausel von 10 Prozent verhindert, dass Parteien ins Parlament einziehen, die landesweit diese Wahlhürde nicht schaffen.

- Christliche Gemeinschaften werden nicht als Rechtspersonen anerkannt und müssen deshalb immer eine Privatperson als Besitzer von Liegenschaften haben. Auf solchen Wegen sind die christlichen Minderheiten ständig vom Verlust ihrer Einrichtungen (neben den Gebetsstätten auch der Schulen) bedroht.[20]

- Das Antiterrorgesetz[21], das dem Staat die Möglichkeit einräumt, Zeitungen vorübergehend zu verbieten.

### Türken
Die Türken sind das staatstragende Volk und bilden mit einem Anteil von 70 bis 80 % an der Gesamtbevölkerung die Titularnation. Sie sprechen Türkisch, eine Turksprache. Türkisch ist gleichzeitig die alleinige Amtssprache. Die Türken sind in der Mehrzahl sunnitische Muslime, daneben gibt es auch türkische Aleviten. Nur sehr kleine Minderheiten sind Christen oder Juden.
Ursprünglich wanderten die Türken als Oghusen aus Zentralasien ein und bildeten nach Gefechten mit den ortsansässigen Byzantinern das Seldschuk-Sultanat von Rum als Teil des Großreichs der Fürstenfamilie Seldschuk mit Konya als Hauptstadt. Auch im Vielvölkerstaat des Osmanischen Reiches (welches auch als Türkisches Reich bezeichnet wurde) bildeten sie die Titularnation. In der Türkei wurden und werden die Türken seit langer Zeit vom Staat bewusst bevorzugt behandelt. So bilden die Türken offiziell die türkische Nation.
Zahlreiche Menschen aus türkischen und aus assimilierten Familien anderer muslimischer Volksgruppen wanderten hauptsächlich nach osmanischem Verlust rumelischer und anderer Gebiete als Vertriebene und Überlebende von Massakern (Muhacir/Flüchtlinge) in Anatolien ein. Allein in den Jahren 1855 bis 66 waren es in der Folge des Krimkriegs eine Million. Infolge des Russisch-Türkischen Kriegs von 1877–1878 waren es 80.000–90.000 Türken und Tataren, die in die Türkei und nach Bulgarien flüchteten, und viele Tscherkessen, die nach Anatolien umgesiedelt wurden. Assimilierte muslimische Familien, die die türkische Sprache beherrschen, bezeichnen sich oft ebenfalls als Türken, obwohl sie ethnisch einer anderen Gruppe zuzurechnen sind. Zu solchen zählen vor allem im 19. und 20. Jahrhundert immigrierte Balkan- (Albaner, Bosniaken und die Gagausen, die einen Dialekt des Türkischen sprechen) und Kaukasusvölker (Tscherkessen, Mescheten und Lasen). In Anatolien migriert waren auch türkischstämmige Menschen, die während der Ausbreitung des Osmanischen Reichs von Anatolien zum Balkan oder zum Kaukasus umgesiedelt waren, dazu gehören Balkan-Türken und Adschara-Türken.

### Anerkannte Minderheiten
Nach den Bestimmungen des noch heute gültigen Vertrages von Lausanne haben folgende Gruppen den Minderheitenstatus und genießen demnach alle Minderheitenrechte:
- Armenier
- Griechen

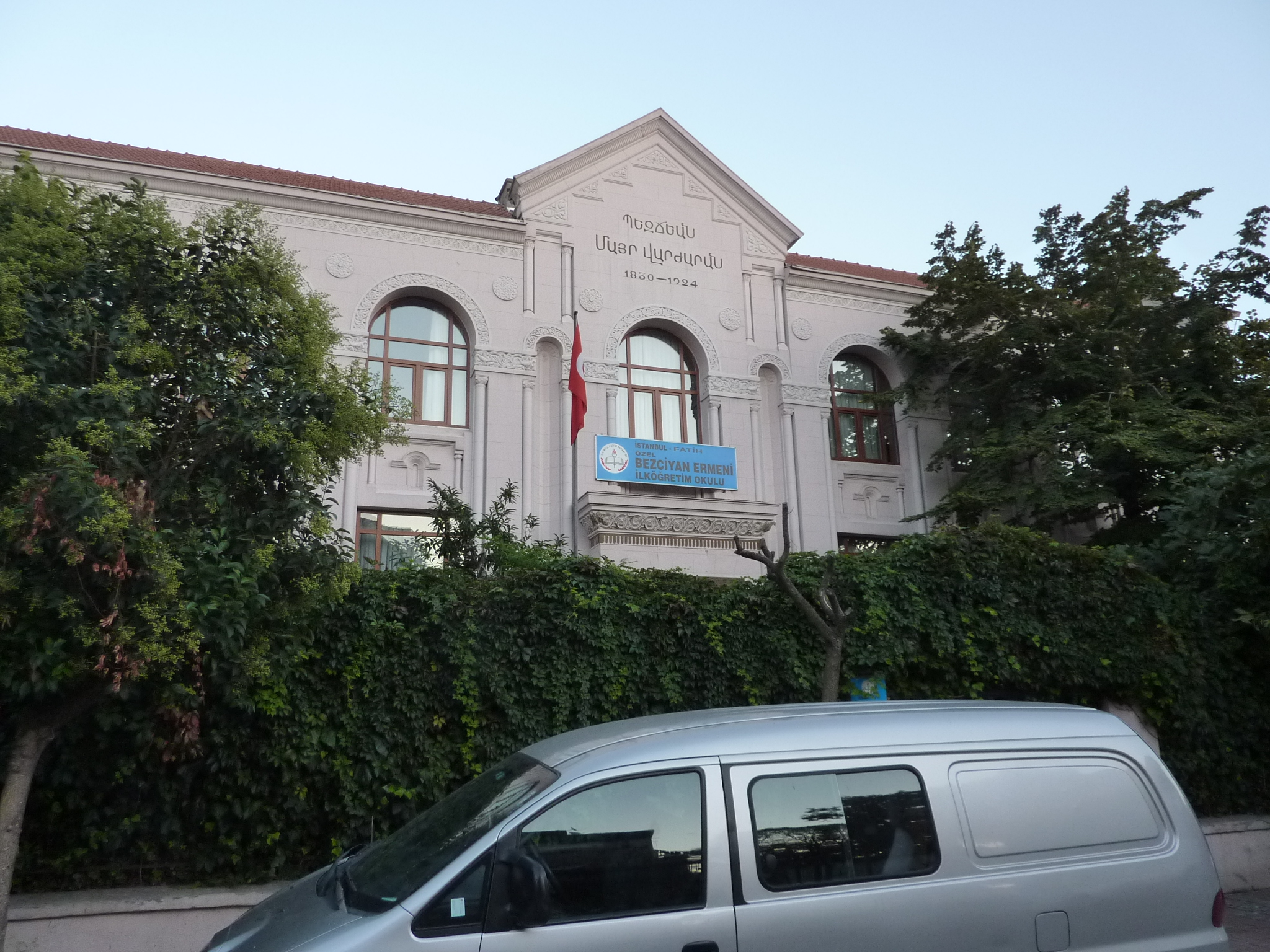
Armenische Schule in Kumkapi, Istanbul

- Juden (siehe dazu Türkische Juden)

#### Armenier
Etwa 60.000 Türken armenischer Herkunft leben in der Türkei. Allein in Istanbul sind es 45.000 Armenier. Sie haben nach türkischem Recht die gleichen Rechte wie alle Türken, werden aber in der Praxis, wie auch die christliche Minderheit, häufig diskriminiert und benachteiligt. Die Diskriminierung von Minderheiten ist Thema bei den Beitrittsverhandlungen der Türkei mit der Europäischen Union.
Auch die armenischen Kirchen sind keine juristischen Personen und können daher keine Rechtsgeschäfte tätigen, wie etwa Immobilien oder sonstiges Eigentum kaufen. Die Kirchen dürfen ihr Personal nicht selbst ausbilden, und immer wieder wird ihr Eigentum entschädigungslos enteignet. Der größte Teil der 1912/13 registrierten rund 2200 Klöster und Kirchen sowie armenische Schulen wurden seit 1915 – teilweise auch nach Gründung der Republik Türkei – zerstört oder zweckentfremdet (z. B. der Abriss Hl. Stepanos-Kirche und der ihr angeschlossenen Grundschule des Hl. Nerses 1971 in Istanbul, die Hl. Gregor-der-Erleuchter-Kirche in Kayseri als Sporthalle, das Kloster von Chtsgonk als Artilleriezielscheibe des türkischen Militärs, die Hl. Muttergottes-Kirche in Talas als Moschee, das Varak-Kloster bei Van als Teil eines Bauernhofs,   das Kaymaklı-Kloster bei Trabzon als Stall, das Hl. Garabed-Kloster und das Hl. Apostel-Kloster von Muş als Weidefläche und Stallungen, die Hl. Erleuchter-Kirche in Mudurga bei Erzurum als Gefängnis).
Die armenischen Gemeinden besitzen zurzeit nur noch 55 Kirchen (apostolisch, katholisch und evangelisch). Es gibt eine Vorschule, 17 Grundschulen und 5 Gymnasien. Insgesamt werden an diesen Schulen 2906 Schüler von 488 Lehrern unterrichtet (Stand 2008). Es gibt 52 armenische Stiftungen und 3 Zeitungen und eine Zeitschrift. Darüber hinaus gibt es auch noch zwei armenische Krankenhäuser.
Die in den letzten Jahren zunehmenden Morde an christlichen Priestern und Missionaren sind nicht vom Staat, sondern von fanatischen Bürgern begangen worden. Sie sind keineswegs vom Recht gedeckt. Diese Situation bestätigen diverse Menschenrechtsorganisationen.    

#### Griechen

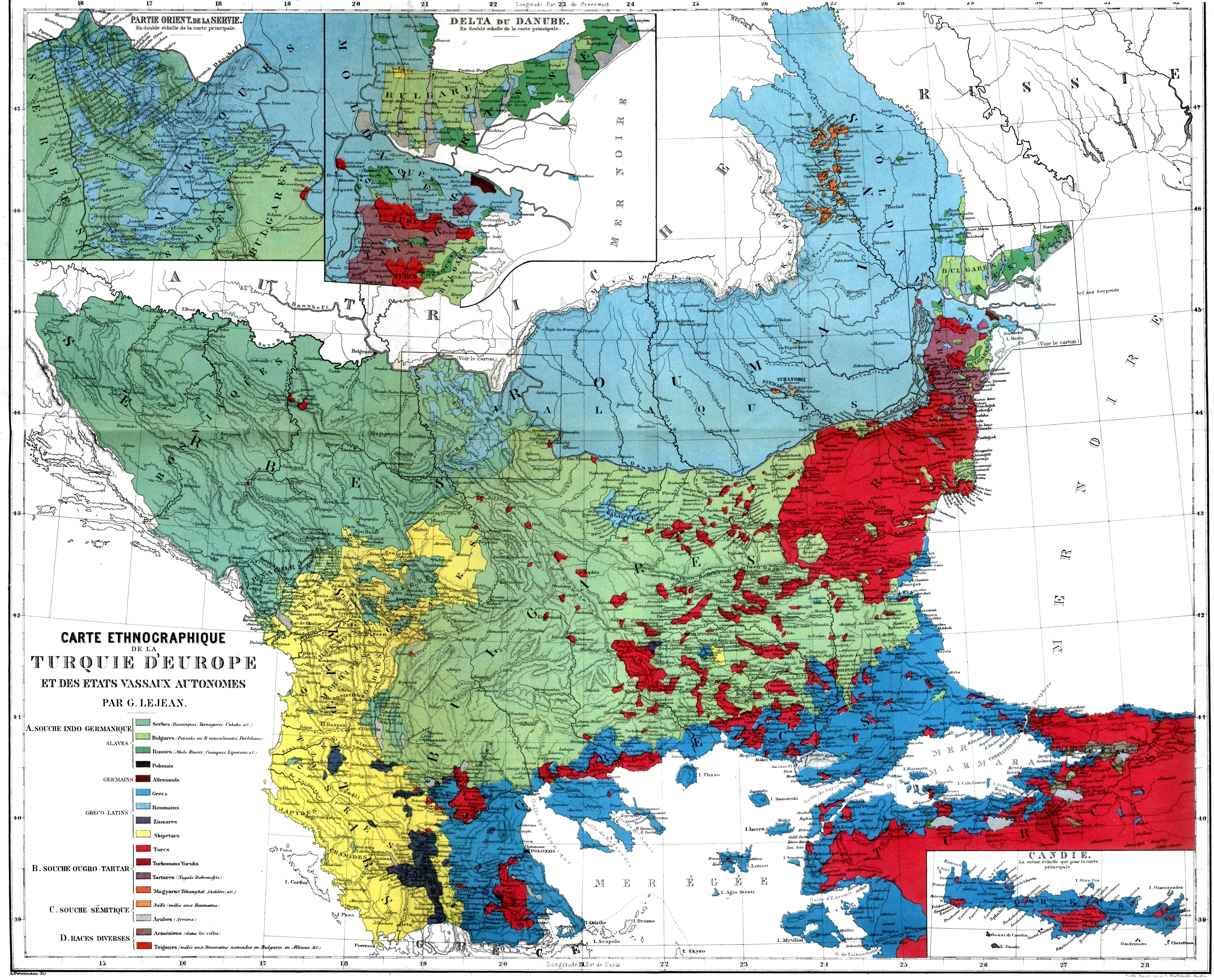
Ethnien im europäischen Teil der Türkei (1861): griechische Minderheit in Westanatolien und Ostthrakien in Dunkelblau

Die anatolischen Griechen werden auf Türkisch Rum genannt, hingegen heißen die Griechen in Griechenland Yunan. Zu unterscheiden sind die Griechen in Ostthrakien, Istanbul und Izmir von den Pontos-Griechen im Norden und Nordosten der Türkei (Pontosgebirge). Noch vor knapp einem Jahrhundert lebten in den Küstengebieten Kleinasiens Millionen von Griechen. Im Jahr 1914 haben in der Türkei noch etwa 1,73 Millionen griechischsprachige Menschen gelebt. Die griechische Minderheit spielte eine bedeutende Rolle im wirtschaftlichen und sozialen Leben des Osmanischen Reiches. Während des Ersten Weltkrieges kam es jedoch zu Griechenverfolgungen. Nach der Niederlage der griechischen Armee im Griechisch-Türkischen Krieg 1922 wurde der Bevölkerungsaustausch zwischen Griechenland und der Türkei – so wie er im Lausanner Vertrag vorgesehen war – beschlossen und ausgeführt. Dabei wurden alle Griechen bis auf 120.000 vertrieben.
Damit endete die eigentliche Geschichte der Griechen in Kleinasien nach rund 4000 Jahren. Griechenland war seit der griechischen Kolonisation mit Beginn im 11. vorchristlichen Jahrhundert immer das Land rund um das ägäische Meer gewesen, mit herausragenden und für die europäische Geschichte bedeutenden Persönlichkeiten der Städte Kleinasiens, der heutigen Türkei, wie Homer, wie den meisten vorsokratischen Philosophen, z. B. Thales von Milet, wie den Atomisten, die die moderne Atomtheorie vorwegnahmen, und vielen anderen. Eines der bedeutendsten Heiligtümer Griechenlands war der Tempel der Artemis in Ephesos, der zu den Sieben Weltwundern gezählt wurde.
Schon ab den 1930er Jahren, besonders seit 1932 werden Griechen in der Türkei zunehmend diskriminiert. So wurden sie nur noch in Istanbul geduldet. Es wurden Gesetze verabschiedet, um die griechische Minderheit zum Auswandern zu zwingen.  Die Einführung der Vermögenssteuer Varlık Vergisi 1942, die bei Nichtmuslimen viel höher war als bei Muslimen, trieb viele Griechen in den finanziellen Ruin.
Bis 1955 lebten etwa noch 55.000 Griechen in Istanbul, das sie aber nach einer Reihe von Ausschreitungen im September 1955 größtenteils verlassen mussten.
In der Türkei leben heute nicht mehr als 3000 bis 4000 Griechen, die meisten davon in Istanbul und auf der Ägäisinsel Gökçeada. Sie unterhalten heute 15 Grundschulen und 6 Gymnasien. Insgesamt gibt es 217 Schüler und 103 Lehrer. Es erscheinen zwei griechischsprachige Zeitungen. Die Griechen besitzen 75 Stiftungen, 90 Gebetshäuser und ein Krankenhaus.

#### Juden

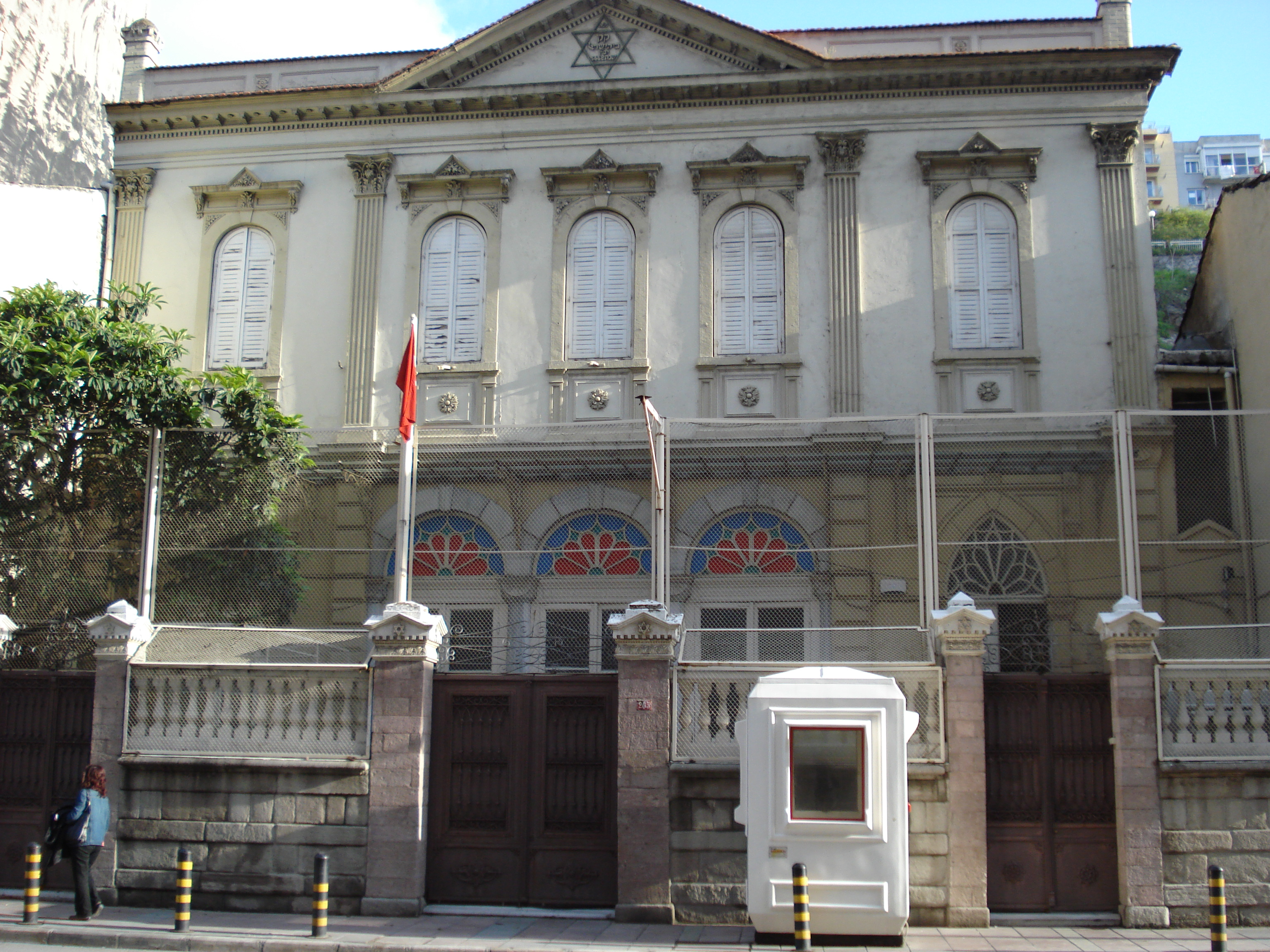
Bet-Israel-Synagoge in Izmir

Parallel zur Laizisierung des türkischen Staates nach 1923 erfuhr auch die jüdische Gemeinschaft eine Wandlung von einer religiösen Gemeinschaft zu türkischen Juden, dann zu jüdischen Türken und schließlich zu Türken mosaischen Glaubens. Die meisten türkischen Juden (Yahudi oder Musevi) sind Nachfahren der 300.000 sephardischen Juden, die nach der Vertreibung der Juden aus Spanien 1492 bzw. Portugal (1497) die Iberische Halbinsel verlassen mussten oder vor der Nazi-Herrschaft geflohen waren. Die spanischen Juden sprechen ursprünglich das iberoromanische Ladino, dem im Laufe der Zeit türkische Elemente hinzugefügt wurden. Als Bildungssprache dominiert das Französische. Die aschkenasischen Juden stammen aus Russland. Die jüdische Gemeinschaft zählte 1920 rund 100.000 Angehörige. Bedingt durch die Judenverfolgung der Nationalsozialisten fanden in den 1930er Jahren viele Juden, vor allem Wissenschaftler und Akademiker, Zuflucht in der Türkei. Ab 1941 folgte die Emigration nach Palästina, die nach der Gründung des Staates Israel ihren Höhepunkt erreichte. Allein 1949 wanderten 20.000 Juden aus. Der Zensus von 1965 zählte insgesamt noch 38.000 Juden. Heute leben in der Türkei etwa 17.000–18.000 Juden (Stand 2016), vor 2010 waren es noch 26.000. Die jüdische Gemeinschaft unterhält dort 36 Synagogen, eine Vorschule, eine Grundschule, ein Gymnasium und zwei Krankenhäuser. Dort erscheint auch die Wochenzeitung Şalom. Das Oberhaupt der türkischen Juden heißt seit etwa 1835 Hahambaşı. Gegen Ende des 17. Jahrhunderts, einige Jahre nach dem Tod von Schabbtai Zvi, bildete sich in Thessaloniki eine Gruppe zum Islam konvertierter Juden, die man Dönme nennt. Ebenso existiert bis zum heutigen Tage in Istanbul eine karaimische Gemeinde. Eine Studie des Zentrums für Türkeistudien berichtet von De-facto-Zugangsbeschränkungen für Juden bei höheren Beamtenstellen oder hohen militärischen Positionen.

### Nicht als Minderheit anerkannt
Bedingt dadurch, dass die Türken erst im Hochmittelalter in Kleinasien eingewandert sind, wie auch durch die spätere Nationalitätenpolitik existiert in der Türkei ein ethnisch-religiöses Mosaik. Die meisten Völker, welche in der Türkei leben, werden nicht als eigenständige ethnische Gruppen anerkannt. Die wesentlichen Gruppen sind:
- Iranier
  - Kurden
  - Zaza
  - Osseten
- Angehörige diverser Turkvölker
  - Oghusen: Aserbaidschaner, Gagausen, Mescheten und Turkmenen
  - Kiptschaken: Balkaren, Karatschaier, Kasachen, Kirgisen, Kumyken, Nogaier und Tataren
  - Südost-Türken: Uiguren und Usbeken
- Slawen
  - Bosniaken
  - Mazedonier
  - Pomaken und Thrakische Bulgaren
  - Türkeipolen
- Kaukasier
  - Nordwestkaukasier: Tscherkessen (mit Abasinen, Adygejer, Kabardiner und Abchasen), Tschetschenen (mit Inguschen)
  - Südkaukasier: Georgier und Lasen
- Semiten
  - Araber
  - Assyrer (Suryoye)
  - Mhallamiye
- Albaner
- Hemşinli
- Roma und Dom

#### Kurden

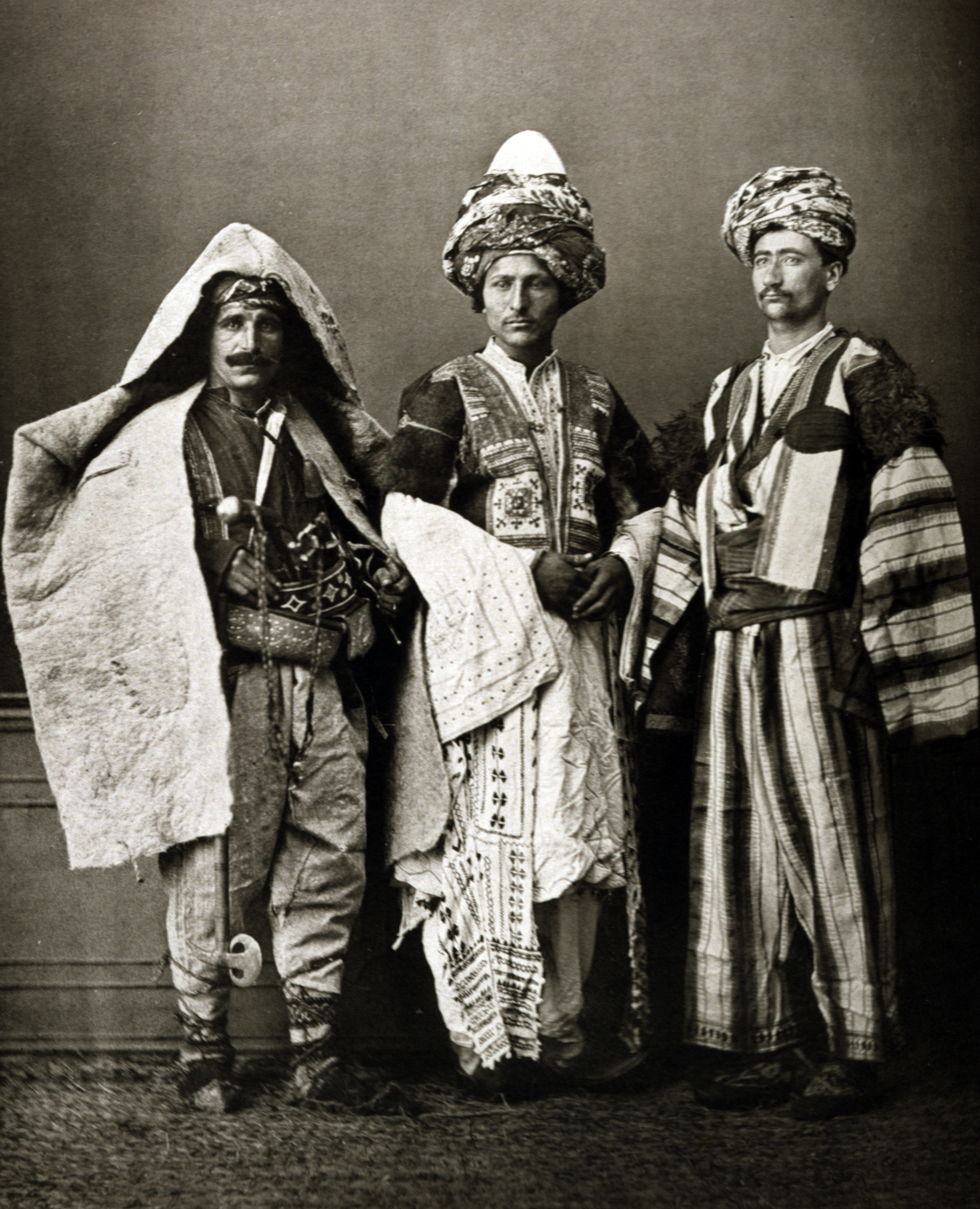
Drei Männer in traditioneller kurdischer Kleidung (rechts aus Mesopotamien; in der Mitte aus Mardin; links die Kleidung eines Hirten aus Diyarbakır)
Die Fotografie wurde 1873 von dem osmanischen Hoffotografen Pascal Sébah gemacht und in demselben Jahr bei der Weltausstellung in Wien gezeigt.

##### Geschichte
Zu den entscheidenden Ereignissen der türkisch-kurdischen Beziehungen gehört das Jahr 1514. Als der sunnitische Sultan Selim I. gegen den schiitischen Schah Ismail I. in die Schlacht bei Tschaldiran zog, verbündeten sich die (ebenfalls sunnitischen) Kurden mit den Osmanen. Infolgedessen akzeptierten sie die osmanische Oberhoheit über ihre Gebiete im Gegenzug zu festgelegten Privilegien.
Nach einem ersten gescheiterten Versuch 1876 begann der türkische Parlamentarismus mit der jungtürkischen Revolution von 1908. Auch nach der Republikgründung 1923 wurde kurdischen Notabeln (Stammesführern) unter der Bedingung, die Unteilbarkeit der Nation nicht zu bekämpfen, die Vertretung ihrer Interessen in Ankara gestattet.
Schon vor der Republikgründung gab es Aufstände der Kurmandschen und Zaza, getrieben durch nationale und religiöse Motive:
- 1920: der Koçgiri-Aufstand
- 1925: der Scheich-Said-Aufstand
- 1926: der Ararat-Aufstand
- 1937: der Dersim-Aufstand
- 1984: der bewaffnete Kampf und Krieg der PKK

Die Türkei reagierte oft mit militärischer Härte. Daneben griff der Staat zu folgenden Maßnahmen:
- Die Existenz eines kurdischen Volkes wurde jahrzehntelang staatlicherseits geleugnet.
- Zahlreiche Ortsnamen (die meisten davon Kurmandschi und Zazaki) wurden türkisiert.
- Kurmandschen und Zaza erhielten türkische Nachnamen.
- Der Gebrauch des Kurmandschi und Zazaki in der Öffentlichkeit wurde 1983 gesetzlich verboten.[47] Das Verbot wurde 1991 aufgehoben.[48]
- Mit dem sogenannten „Tunceli-Gesetz“[49] wurden Regionen in Westanatolien für die Ansiedlung (wörtlich „Assimilierung“) der kurdischen Bevölkerung ausgewiesen. Andere Regionen sollten gänzlich evakuiert werden. Weitere Zonen wurden für die Neuansiedlung türkischstämmiger Siedler freigegeben. Traditionen wurden verboten und Stammesrechte aufgehoben. (vgl. Franz)
- Kurdische Parteien wurden mehrfach verboten (HEP, HADEP, DEHAP, DEP, DTP), kurdische Politiker inhaftiert und Dutzende von ihnen ermordet.
- Während seiner Liberalisierungsphase ging Ministerpräsident Erdoğan auf die Kurden zu. Das Verbot der kurdischen Sprache wurde aufgehoben[50], das Unterrichten der kurdischen Sprache wurde als Wahlfach in den Lehrplan aufgenommen[51], staatliche Investitionen in den überwiegend von Kurden bewohnten Gebieten massiv verstärkt[52][53], sowie erstmals ein Friedensprozess mit der PKK gestartet, der jedoch nach zwei Jahren scheiterte.

Zu einer offenen kurdischen Vertretung im Parlament kam es nach 1991, als die SHP einige HEP-Mitglieder als unabhängige Kandidaten in ihre Listen aufnahm. Die kurdische Partei HEP scheiterte an der Zehn-Prozent-Hürde. Durch die Zusammenarbeit mit der SHP schafften es 14 HEP-Politiker als Unabhängige ins Parlament. Einige Zeit danach beendete die SHP die Zusammenarbeit mit der HEP. Grund dafür waren verschiedene nationalistische Äußerungen der kurdischen Parlamentarier und vor allem solche, die aus Sicht der SHP nicht genügend Distanz zur PKK aufwiesen.

##### Politische Lage
Durch das Vorgehen gegen kurdische Politiker im Rahmen des Kampfes gegen die separatistische PKK hat sich die Türkei mehrfach möglicher Ansprechpartner für die Lösung der Kurdenfrage beraubt. Kurdische Parteien dürfen nach wie vor keine Verlautbarungen in kurdischer Sprache verfassen. Die Verwendung des Kurdischen ist trotz Aufhebung des Sprachenverbots in der Praxis weiterhin Restriktionen unterworfen. Diese Restriktionen umfassen unter anderem Geldstrafen wegen der Verwendung verbotener kurdischer Buchstaben (W, Q und X), polizeiliche Beschlagnahmung von Nouruz-Einladungen, die den Buchstaben „W“ enthalten, Ermittlung wegen kurdischsprachiger Seiten auf der Website von Diyarbakir und Maßnahmen gegen kurdische politische Parteien, die in ihren Verlautbarungen die kurdische Sprache verwenden. Kurdische Park-, Straßen- und Ortsnamen werden von der zuständigen Provinzverwaltung (Valilik) oder Landkreisverwaltung (Kaymakamlık) häufig mit der Begründung verboten, sie leisteten dem Separatismus Vorschub.     Der türkische Verwaltungsgerichtshof (Danıştay) verbot im September 2000 einstimmig solche Orts- und Straßennamen, da sie separatistisch, aufwieglerisch oder kurdisch seien. Die Wiederverwendung früherer nicht-türkischer Ortsnamen ist laut Art. 2 des Provinzverwaltungsgesetzes ebenfalls verboten. Muttersprachlichen Kurdisch-Unterricht an staatlichen Schulen gibt es nicht und er ist laut Art. 42, Absatz 9 der Verfassung verboten.
Wie Human Rights Watch am 20. Dezember 2006 berichtete, ist die Regierung ihrer selbstgesetzten gesetzmäßigen Verpflichtung von 2004 bis heute nur unzulänglich nachgekommen, Hunderttausende von Menschen, zumeist kurdische Dorfbewohner, für die türkischen Militärmaßnahmen gegen Aufständische in den 1980er und 1990er Jahren zu entschädigen. Damals waren die Dorfbewohner im Südosten des Landes vertrieben worden. Human Rights Watch berichtete, dass die Reparationszahlungen willkürlich und unfair waren oder den Flüchtlingen gänzlich vorenthalten wurden.
Im April 2013 räumte der türkische Staatspräsident Abdullah Gül „schwere Fehler des Staates“ im Umgang mit der kurdischen Minderheit ein.

##### Religionen
Die große Mehrheit der Kurden sind sunnitische Muslime. Daneben gibt es auch alevitische Gemeinschaften unter den Kurden. Eine religiöse Minderheit unter der Kurden sind die Jesiden, eine synkretistische Religionsgemeinschaft mit Elementen aus allen orientalischen Religionen wie dem Mithraismus, Zoroastrismus, Manichäismus, Judentum und dem Christentum. Sprachlich sind die Jesiden in der Türkei regelmäßig den Kurden zuzurechnen. Sie bewohnen noch einige Dörfer in Südostanatolien. Bedingt durch ihre Religionszugehörigkeit waren die Jesiden in ihrer Geschichte vielfach Verfolgungen durch ihre muslimischen Nachbarn ausgesetzt. In der heutigen Türkei nehmen sie durch ihre ethnische und religiöse Zugehörigkeit eine doppelte Außenseiterposition ein und haben Diskriminierungen zu ertragen. Vielfach werden sie fälschlicherweise auch als „Teufelsanbeter“ (Şeytana tapan) bezeichnet. Eine staatlich gelenkte Verfolgung gibt es nicht mehr, dennoch sind die meisten Jesiden in den letzten Jahrzehnten nach Europa ausgewandert.

#### Suryoye (Süryaniler)
Die Suryoye (Eigenbezeichnung, türkisch: Süryani) bilden eine christliche Minderheit in der Türkei. Gruppen unter diesen nehmen für sich auch die aus dem Altertum stammenden Nationalbezeichnungen Aramäer und Assyrer in Anspruch, wobei sich aber die jeweiligen Anhänger spinnefeind sind, welche Bezeichnung die „richtige“ ist. Ihre Zahl hat durch Vertreibung und Abwanderung in den letzten Dekaden des 20. Jahrhunderts stark abgenommen. Ihre traditionelle Siedlungsgebiete sind die Provinzen Mardin (Tur Abdin), Siirt und Hakkari. Sie werden nach ihrer Konfession in „Westsyrer“ und „Ostsyrer“ (Chaldäer sowie Assyrer) unterteilt. Ostsyrische Christen gibt es in der Türkei nicht mehr.

##### Westsyrer
Die Westsyrer gehören mehrheitlich zur Syrisch-Orthodoxen Kirche. Ihr traditioneller Siedlungsraum ist der Tur Abdin. Die Zeitschrift für Türkeistudien (1/95) schätzt ihre Zahl in der Türkei auf 20.000 Personen, von denen – bedingt durch Binnenwanderung – die Hälfte in Istanbul lebt. Ihre Sprache heißt Turoyo und gehört zum neu-aramäischen Zweig des Semitischen. 1997 erließ der Gouverneur der Provinz Mardin ein Verbot gegen die Klöster Zafaran und Mor Gabriel, ausländische Gäste zu beherbergen und Religions- sowie muttersprachlichen Unterricht zu erteilen. Internationale Proteste bewirkten, dass zumindest das Beherbergungsverbot wieder aufgehoben wurde. Sprachunterricht in Aramäisch ist aber weiterhin untersagt.

##### Ostsyrer
Die Ostsyrer bekennen sich mehrheitlich zu einer Kirche des ostsyrischen Ritus, nämlich zur mit Rom unierten Chaldäisch-Katholischen Kirche oder zur eigenständigen Assyrischen Kirche des Ostens der sogenannten „Nestorianer“. Das Zentrum für Türkeistudien schätzt ihre Zahl auf etwa 2000 Personen. Sie haben ihre Dörfer im Südosten der Türkei weitgehend verlassen und leben heute in Istanbul und Europa. Ihre Sprache zählt zu den neuaramäischen Dialekten.

#### Tscherkessen

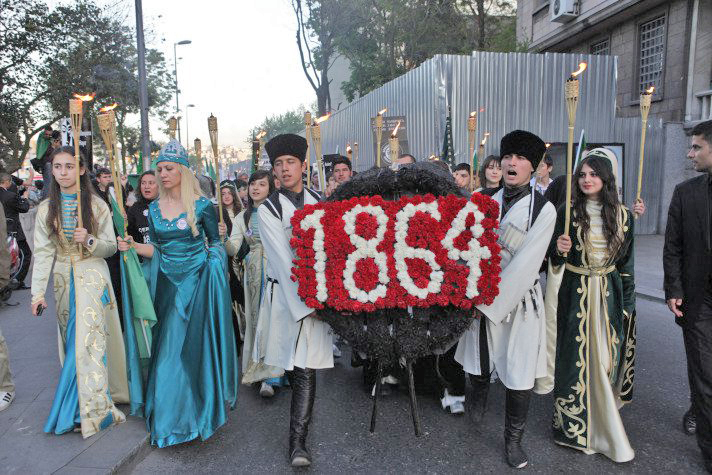
Tscherkessen bei der Gedenkdemonstration für die Vertreibungsopfer im Jahre 1864, Istanbul

Das aus dem Kaukasus eingewanderte Volk der Tscherkessen bildet eine größere ethnische Gruppe innerhalb der Türkei. Tscherkessen leben verstreut in der gesamten Türkei und hauptsächlich in Dörfern. Sie sind fast ausschließlich sunnitische Muslime hanafitischer Richtung. Die Tscherkessen kamen wie die Osseten und Tschetschenen nach dem Kaukasuskrieg 1817–1864 und dem Russisch-Türkischen Krieg 1877–1878 als Flüchtlinge aus dem Nordkaukasus ins Osmanische Reich. Zwischen den Jahren 1855 und 1880 kamen insgesamt etwa 600.000 tscherkessische Flüchtlinge im Osmanischen Reich an. Heute leben etwa 2 Millionen Tscherkessen in der Türkei. Zu den Tscherkessen werden in der Türkei auch die eng verwandten Ethnien der Abasinen und der Abchasen gezählt. Die große Mehrheit der Tscherkessen in der Türkei wurde assimiliert, viele sprechen mittlerweile Türkisch als Muttersprache und nur knapp die Hälfte beherrscht noch eine der tscherkessischen Sprachen, überwiegend Kabardinisch (550.000 Sprecher) und an zweiter Stelle Adygeisch (275.000 Sprecher).

#### Osseten
Die Osseten stellen mit etwa 100.000 Personen eine der kleineren ethnischen Minderheiten in der Türkei dar. Sie leben hauptsächlich in den Großstädten und verstreut in der gesamten Türkei in ihren Dörfern. Die iranischsprachigen Osseten sind ein eingewandertes Kaukasusvolk, die große Mehrheit spricht Ossetisch als Muttersprache. Die Osseten in der Türkei sind im Gegensatz zu den christlichen Osseten in Georgien und Russland nahezu ausschließlich sunnitische Muslime hanafitischer Richtung.

#### Tschetschenen
Die Tschetschenen stellen mit etwa 70.000 Personen eine der kleineren ethnischen Minderheiten in der Türkei dar. Sie leben hauptsächlich in den Großstädten und verstreut in der gesamten Türkei in ihren Dörfern. Zu den Tschetschenen wird in der Türkei auch die eng verwandte Ethnie der Inguschen gezählt. Unter den Tschetschenen gibt es mit 1.000 Personen das größte Kontingent der Bürgerkriegsflüchtlinge aus dem Kaukasus. Die Tschetschenen sind ein eingewandertes Kaukasusvolk, die große Mehrheit spricht Tschetschenisch und Inguschisch als Muttersprache. Die Tschetschenen in der Türkei sind nahezu ausschließlich sunnitische Muslime schafiitischer Richtung.

#### Araber
Die Araber bilden eine größere ethnische Gruppe innerhalb der Türkei. Ihre ursprünglichen Siedlungsgebiete sind der Süden und Südosten Anatoliens in den Provinzen Adana, Batman, Bitlis, Gaziantep, Hatay, Mardin, Mersin, Muş, Siirt, Şanlıurfa und Şırnak. Vor dem syrischen Bürgerkrieg lebten ca. 800.000 Araber in der Türkei. Die muslimischen Araber bilden die größte Gruppe innerhalb dieser Ethnie. Des Weiteren gibt es 300.000 bis 350.000 Nusairier und 18.000 Christen. Zeitschriften oder Bücher in arabischer Sprache und Schrift existieren in der Türkei nicht. Als Schulsprache war Arabisch bis 1929 zugelassen. Am 4. April 2010 ging TRT at-Turkiyya, der erste staatliche Fernsehsender der Türkei in arabischer Sprache und nach TRT 6 der zweite staatliche Fernsehsender der Türkei für Minderheiten, auf Sendung. Heute wird Arabisch als Kultsprache des Islam an den Fachschulen für Imame und Prediger und an den theologischen Fakultäten gelehrt.
Zu den alteingesessenen Personen arabischer Volkszugehörigkeit kamen mit dem Krieg in Syrien ab 2011 mehrere Millionen Flüchtlinge vorzugsweise arabischer Volkszugehörigkeit in die Türkei, deren Verbleib ungeklärt ist und deren Integration in die türkische Bevölkerung in Frage steht.

### Übergriffe

#### Gegen Armenier
Am 19. Januar 2007 wurde der als prominentestes Sprachrohr der Armenier bekannte Journalist Hrant Dink erschossen. Polizisten ließen sich zusammen mit dem Mörder des Journalisten und einer türkischen Fahne triumphierend fotografieren und filmen, was weltweite Proteste auslöste. Der Täter brüstete sich damit, einen Ungläubigen getötet zu haben, der die Türkei beleidigt hätte.

#### Gegen Griechen
In der Nacht vom 6. auf den 7. September 1955 fand in Istanbul, aber auch anderen Orten der Türkei ein Pogrom vor allem gegen die griechische Minderheit statt. Im Zuge der Verbrechen wurden aber auch Armenier und Juden zu Opfern. Mord, Vergewaltigung und schwerste Misshandlung gingen mit Zerstörungen einher. Die fanatisierte muslimische Bevölkerung setzte allein in Istanbul rund 72 orthodoxe Kirchen und mehr als 30 christliche Schulen in Brand. Weiterhin schändete sie christliche Friedhöfe, Gebeine der Geistlichkeit, verwüstete rund 3500 Wohnhäuser, 110 Hotels, 27 Apotheken und 21 Fabriken und geschätzte 3500 bis 4000 Geschäfte. Das Pogrom löschte das griechisch-christliche Leben in der Türkei fast vollständig aus, da in der Folge rund 100.000 Griechen ihre alte Heimat verließen. Von 110.000 Griechen im Jahre 1923 ist ihre Zahl in der Türkei heute auf 2500 gesunken.

#### Gegen Kurden
Am 10. November 2005 explodierte in den Mittagsstunden in der Kreisstadt Şemdinli in der Provinz Hakkâri eine Handgranate in einem von Kurden geführten Buchladen. Bei der Explosion wurde ein Mensch getötet, der Ladenbesitzer konnte dem Anschlag entgehen. Leute auf der Straße konnten den mutmaßlichen Bombenleger stellen, als er versuchte, in ein Auto zu steigen, in dem zwei weitere Personen saßen.
Am 22. November 2004 wurden der Kurde Ahmed Kaymaz und sein 12-jähriger Sohn Uğur von türkischen Polizisten vor ihrem Haus in Mardin-Kızıltepe erschossen. Am 18. April 2007 wurden die vier verantwortlichen Polizisten freigesprochen.
Am 27. April 2008 organisierte die prokurdische Partei DTP in der Provinz Sakarya eine Abendveranstaltung. Eine Gruppe von etwa 100 türkischen Nationalisten versuchte, den Saal zu stürmen. Die Feiernden waren für mehr als 5 Stunden im Saal gefangen, weswegen 11 Personen Kreislaufprobleme bekamen. Ein Mann erlitt einen Herzinfarkt und verstarb kurz darauf im Krankenhaus.

#### Gegen andere Minderheiten
Im Juni und Juli 1934 entflammte ein Pogrom gegen Juden in Ost-Thrakien, dessen Ziel die vollständige Türkisierung der europäischen Türkei war.
Am 2. Juli 1993 versammelte sich eine aufgebrachte Menschenmasse nach dem Freitagsgebet vor dem Madimak-Hotel in Sivas, in dem alevitische Musiker, Schriftsteller, Dichter und Verleger logierten. Darunter war auch der umstrittene Schriftsteller Aziz Nesin, der den für Muslime ketzerischen Roman „Die satanischen Verse“ ins Türkische übersetzt hatte. Mitten aus der wütend protestierenden Menschenmenge wurden schließlich Brandsätze gegen das Hotel geworfen. Das Feuer breitete sich schnell aus, wobei 35 Personen (davon 34 Aleviten) lebendig verbrannten; der Autor Aziz Nesin, dem laut Angaben der Anschlag in erster Linie gegolten hatte, überlebte leicht verletzt. Obwohl Polizei und Feuerwehr frühzeitig alarmiert waren, griffen sie erst nach acht Stunden ein. Zeugenaussagen sowie Videoaufnahmen belegen, wie vereinzelte Polizisten der Menge halfen und eine anrückende Militäreinheit sich wieder zurückzog. Die Aleviten nennen diesen Anschlag das „Sivas-Massaker“, wobei aus ihrer Sicht der Brandanschlag ihnen gegolten hatte, und fühlen sich seither vom Staat im Stich gelassen.